# Échelle de Jacob (Bible)
Pour les articles homonymes, voir Échelle de Jacob.

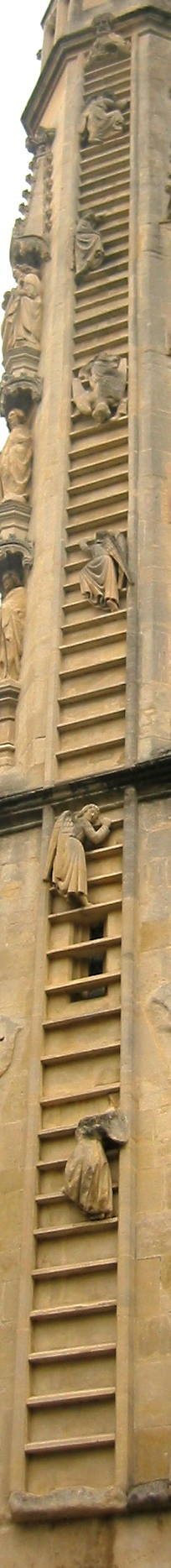
Les anges montent l'échelle de Jacob. Sculpture sur la façade ouest de l'abbaye de Bath.

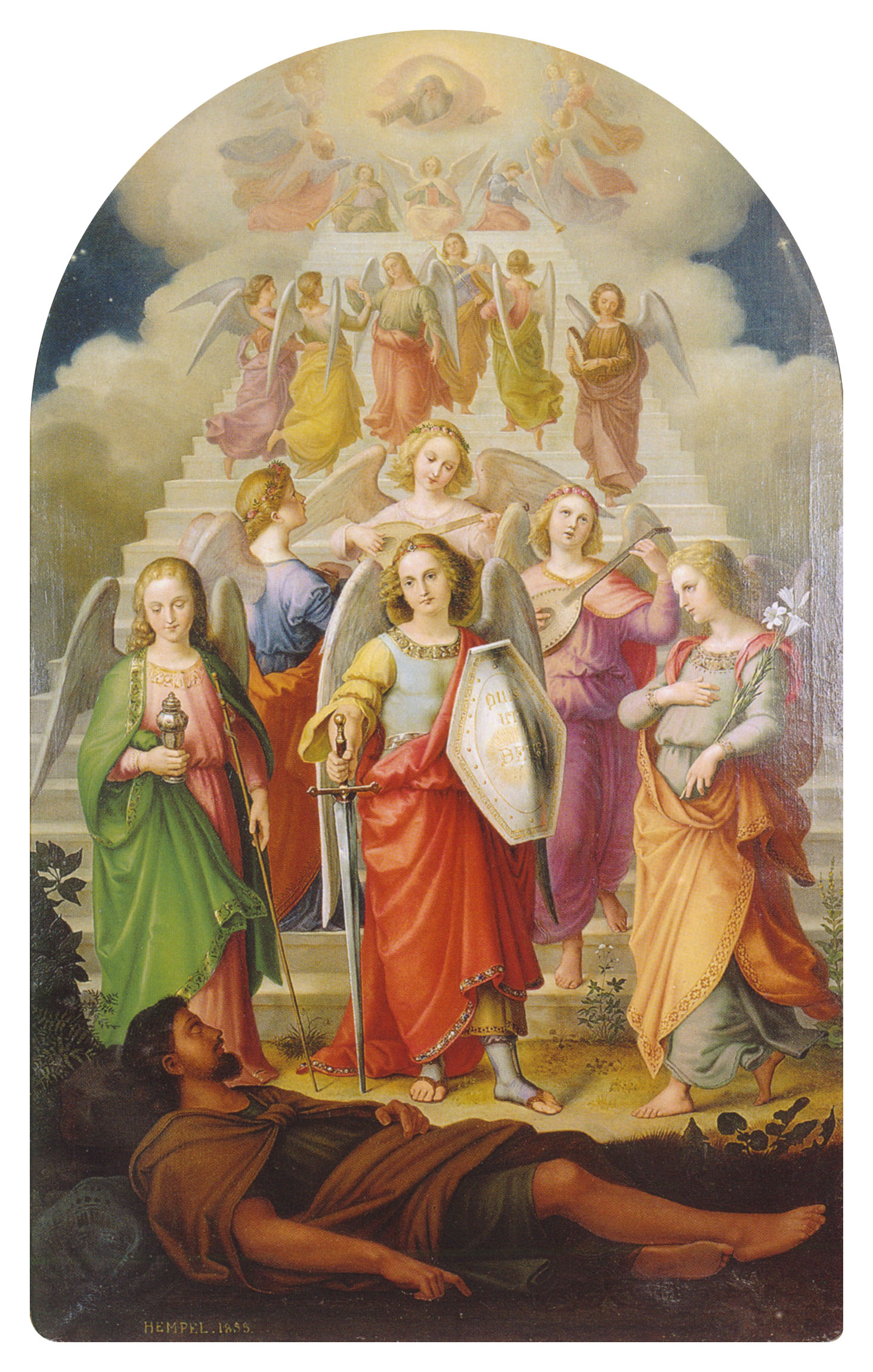
Josef von Hempel, L'Échelle de Jacob, huile sur toile, 1855.

L’échelle de Jacob ou songe de Jacob est un épisode biblique du Livre de la Genèse.
Fuyant son frère Ésaü qui a juré de se venger à la suite de la bénédiction d’Isaac, Jacob se rend à la demande de sa mère à Haran pour trouver femme à marier dans la famille de celle-ci. Arrivé à Louz, il fait un rêve où il voit une échelle entre ciel et terre, d’où les anges descendent et montent. Dieu se révèle à lui et renouvelle l’alliance contractée avec ses pères. À son réveil, Jacob complète l’alliance et consacre l'endroit, qui sera désormais nommé Béthel.

## Récit biblique
« Jacob quitta Beer-Sheva, et s'en alla vers Haran. Il arriva en ce lieu et y resta pour la nuit car le soleil s'était couché. Prenant une des pierres de l'endroit, il la mit sous sa tête et s'allongea pour dormir. Et il rêva qu'il y avait une échelle reposant sur la terre et dont l'autre extrémité atteignait le ciel ; et il aperçut les anges de Dieu qui la montaient et la descendaient ! Et il vit Dieu qui se trouvait en haut [ou à ses côtés] et qui lui disait : « Je suis Dieu, le Dieu d’Abraham et le Dieu d’Isaac ton père ; la terre sur laquelle tu reposes, je la donnerai à toi et à tes descendants ; et tes descendants seront comme la poussière de la terre, et ils s’établiront vers l’ouest et vers l’est, vers le nord et vers le sud ; et par toi et tes descendants, toutes les familles sur la terre seront bénies. Vois, je suis avec toi et te protégerai là où que tu ailles, et je te ramènerai à cette terre ; car je ne te laisserai pas tant que je n'aurai pas accompli tout ce dont je viens de te parler. » Jacob se réveilla alors de son sommeil et dit : « Sûrement Dieu est présent ici et je ne le sais pas. » et il était effrayé et dit : « Il n’y a rien que la maison de Dieu et ceci est la porte du ciel. »  »
— Genèse 28:10-17
Après quoi, Jacob nomma le lieu Béthel (littéralement : Maison de Dieu). Le nom Maison de Dieu et le terme porte du ciel font aussi allusion au Temple de Jérusalem.

## Interprétation juive
Les commentaires juifs classiques offrent plusieurs interprétations de l'échelle de Jacob :
- selon le Midrash, l'échelle représente les différents exils que le peuple juif sera obligé d'endurer avant la venue du Messie. Tout d'abord, l'ange représentant les 70 années d'exil à Babylone monte 70 échelons pour retomber, puis l'ange représentant l'exil en Perse monte un certain nombre d'échelons et tombe aussi, comme l'ange représentant l'exil en Grèce. Seul le quatrième ange, qui représente l'exil final à Rome/Édom (dont l'ange gardien est Ésaü lui-même), continue à monter toujours plus haut dans les nuages. Jacob craignait que ses enfants ne fussent jamais libres de la domination d'Ésaü, mais Dieu lui a assuré qu'à la Fin des Jours, Édom tomberait aussi ;
- une autre interprétation de l'échelle se fonde sur le fait que les anges montent d'abord puis redescendent. Comme les anges viennent du ciel, le texte aurait dû les décrire d'abord descendant puis remontant après. Le Midrash explique que Jacob, en tant que saint homme, était toujours accompagné d'anges. Quand il a atteint les frontières du pays de Canaan (la future terre d'Israël), les anges qui étaient responsables de la Terre sainte sont remontés au ciel, et ceux responsables des autres terres sont descendus pour rencontrer Jacob. Quand Jacob est retourné à Canaan (Genèse 32:2-3), il a été accueilli par les anges assignés à la terre Sainte ;
- l'endroit où Jacob s'est arrêté pour la nuit était en réalité le Mont Moriah, le futur emplacement du Temple de Jérusalem. L'échelle représente donc le pont entre le Ciel et la terre, comme les prières et les sacrifices offerts dans le Saint Temple représentent l'alliance entre Dieu et le peuple juif. De plus, l'échelle fait allusion au Don de la Torah comme un autre lien entre le Ciel et la terre. Le mot en hébreu pour échelle, sulam — סלם — et le nom de la montagne où fut donnée la Torah, le Mont Sinaï — סיני — ont la même gematria (valeur numérique des lettres) - c'est l'explication rapportée par Bahya ibn Paquda ;
- pour Abraham ibn Ezra, il s'agit d'une parabole qui illustre le fait que rien n'est caché pour le divin et que ce qui se passe en bas dépend de ce qui est décidé en haut : les anges qui montent rapportent ce qu'ils ont vu à l'Éternel et ceux qui descendent viennent accomplir Ses décrets. Cette opinion est également partagée par Nahmanide.
- Isaac Abarbanel fait le lien avec le passage précédent de la Genèse et avance que Jacob avait peur d'avoir fauté en recevant les bénédictions de son père. A travers le rêve, il lui fut signifié qu'il avait eu raison et que ses prières et offrandes iraient jusqu'au ciel.

## Interprétation chrétienne
L'interprétation chrétienne de ce passage se fonde principalement sur les mots du Christ dans l'Évangile selon Jean 1:51 : "vous verrez le ciel ouvert et les anges de Dieu montant et descendant sur le Fils de l'homme". Le Christ est vu comme l'échelle reliant le Ciel et la terre, étant à la fois le Fils de Dieu et le Fils de l'Homme. Adam Clarke (1762–1832), un théologien méthodiste spécialiste de la Bible suggère :
« Que l'on doit interpréter le fait que les anges de Dieu montent et descendent comme un échange perpétuel ouvert entre le Ciel et la terre au travers du Christ qui est Dieu représenté en chair. Notre Saint Seigneur est représenté dans sa force de médiation entre Dieu et les hommes ; et les anges montant et descendant au-dessus du Fils de l'Homme sont une métaphore prise de l'habitude d'envoyer des coursiers et des messagers du prince à ses ambassadeurs auprès des cours étrangères et des ambassadeurs vers lui-même. »
- Saint Jean Chrysostome voit dans l'échelle de Jacob les degrés de la perfection chrétienne atteints par les âmes qui cheminent résolument vers Dieu. "[Faisons] un examen exact de nos vices et de nos défauts, corrigeons-les peu à peu; ce mois, celui-là, le mois suivant, cet autre, et de même proposons-nous d'en corriger un troisième le mois d'après. De cette sorte, nous élevant comme par degrés, nous arriverons au ciel par l'échelle de Jacob. Car il me semble que cette échelle que Jacob vit en songe (Gen. XXVIII, 12), marque le progrès dans la vertu, ce progrès qui nous élève de la terre au ciel, non par des degrés sensibles, mais par la correction et la réformation des mœurs et par l'accroissement de la vertu. Entreprenons donc ce voyage, travaillons à monter par cette échelle, afin qu'étant arrivés au ciel, nous y jouissions de toutes sortes de biens, par la grâce et la bonté de Notre-Seigneur Jésus-Christ, à qui appartient la gloire dans tous les siècles des siècles. Ainsi soit-il."[3]. En ce sens, Saint François de Sales écrit encore : « Voyez, je vous prie, Théotime, comme Dieu va doucement, renfonçant peu à peu la grâce de son inspiration dedans les cœurs qui consentent, les tirant après soi comme de degré en degré sur cette échelle de Jacob »[4]. Saint Louis-Marie Grignion de Montfort ajoutait, pour inciter les fidèles catholiques à la récitation du rosaire : "Le Rosaire est la véritable échelle de Jacob, où il y a 15 échelons, par lesquels vous irez de vertu en vertu, de lumières en lumières, et arriverez facilement sans tromperie jusqu'à la plénitude de l'âge de Jésus-Christ."[5]
- Le frère Bernard-Marie, o.f.s., rapporte par ailleurs que "Les Pères de l’Église ont également plusieurs fois comparé [Marie] à l'échelle de Jacob (Gn 28, 12) mettant en communication le ciel et la terre. C'est en effet par Marie que Dieu est descendu jusqu'aux hommes pour devenir l'un d'entre eux et que, selon sa propre volonté divine, c'est avec le concours de la Mère de l'Eglise que les hommes sont enfantés à la vie surnaturelle et remontent au Père dans l'Esprit du Fils. Cette même image est également reprise dans l'évangile de Jean (Jn 1, 51), qui décrit une échelle céleste couverte d'anges s'affairant aux affaires du Père et du Fils, les uns et les autres étant poussés par le perpétuel mouvement d'amour de l'Esprit. La vie chrétienne angélique pourrait sans doute se résumer à cela : vivre humblement comme Marie, dans le Christ, avec l'Esprit, en perpétuel mouvement de charité, de service et de louange."[6] Ainsi, Saint Jean Damascène, considérant l'Incarnation du Fils de Dieu, Jésus-Christ, a pu écrire : "[Marie] est devenue la médiatrice et l'échelle par laquelle Dieu est descendu vers nous et a pris sur lui la faiblesse de notre substance, l'embrassant et se l'unissant étroitement."[7].
- Saint Bernard de Clairvaux voyait en la Vierge Marie une conformité sans tache à la vie de Jésus-Christ, unique médiateur entre Dieu et les hommes dans la foi chrétienne, si bien qu'il alla jusqu'à dire dans son sermon intitulée l'Aqueduc (où Marie est comparée un aqueduc par lequel Dieu communique à l'humanité toutes les grâces, y compris le Christ qui est l'Auteur de la grâce) : "[Marie] est « l'échelle de Jacob,» de ce saint patriarche qui, dormant la tête sur une pierre, mérita de voir les anges montants et descendants. Cette échelle a douze degrés compris entre ses deux côtés. Le côté droit est le mépris de soi jusqu'à l'amour de Dieu : le gauche est le mépris du monde jusqu'à l'amour du royaume des cieux. Les douze degrés par lesquels on monte sont les douze degrés de l'humilité."[8]. En outre, le R.P. Garrigou-Lagrange écrit que : "Saint François d'Assise comprit un jour par une vision que ses fils s'efforçaient vainement d'atteindre Notre-Seigneur par une échelle abrupte qui montait immédiatement vers lui ; Jésus lui montra alors une autre échelle de pente plus douce au sommet de laquelle apparaissait Marie, et il lui dit : « Conseille à tes fils de prendre l'échelle de ma Mère »[9].

## Iconographie

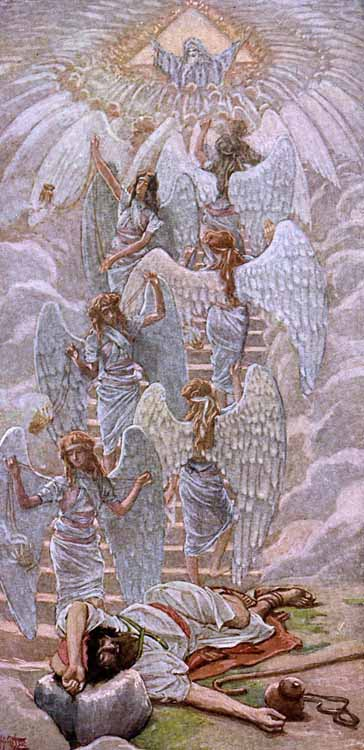
Le Rêve de Jacob
James Tissot, 1836-1902
Musée juif (New York)

L'échelle de Jacob est un motif très populaire dans l'art paléochrétien. L'une de ses premières illustrations est une fresque de la synagogue de Doura Europos, réalisée vers 250. On le retrouve aussi dans les catacombes romaines, dans la catacombe d'Aproniano (ou catacombe de la Via Latina), au début du IVe siècle.
La pierre du destin, un bloc de grès utilisé dans les rituels de couronnement au Royaume-Uni, est aussi identifiée par certains à la pierre dont Jacob se servit comme oreiller.